# Yapacaní
Yapacaní (früher: Villa Germán Busch) ist eine Mittelstadt im Departamento Santa Cruz im Tiefland des südamerikanischen Anden-Staates Bolivien.

## Lage im Nahraum
Yapacaní ist die größte Stadt der Provinz Ichilo und der zentrale Ort im Municipio Yapacaní. Die Stadt liegt auf einer Höhe von 296 m am linken Ufer des Río Yapacaní an der Mündung des Río Surutú.

## Geographie
Yapacani liegt östlich vorgelagert der bolivianischen Cordillera Oriental am Rande des bolivianischen Tieflandes.
Die Jahresdurchschnittstemperatur der Region liegt bei etwa 24 °C (siehe Klimadiagramm Santa Fe de Yapacaní) und schwankt nur unwesentlich zwischen knapp 21 °C im Juni und Juli und gut 26 °C von November bis Januar. Der Jahresniederschlag beträgt etwa 1800 mm, bei Monatsniederschlägen zwischen 60 mm im Juli und durchschnittlichen Höchstwerten von 200 bis 300 mm in den Sommermonaten von Dezember bis Februar.

## Geschichte
Die Stadt Yapacaní ist erst am 23. August 1953 gegründet worden und hat seither einen rapiden Bevölkerungsaufschwung genommen, vor allem durch Zuwanderung aus den westlichen Regionen Boliviens. Vor der Stadtgründung existierte an dieser Stelle ein Militärposten.

## Politik
Im Januar 2012 kam es in Yapacaní zu blutigen Auseinandersetzungen zwischen Gegnern und Befürwortern des Bürgermeisters David Carvajal von dem regierenden MAS ("Bewegung zum Sozialismus"), dem Korruption und Misswirtschaft vorgeworfen wurden. Anhänger der »Vereinigung interkultureller Gemeinden« und der sozialdemokratischen Oppositionspartei MSM ("Bewegung ohne Angst") hatten im November 2011 das Rathaus gestürmt, woraufhin Carvajal-Verteidiger wegen »Antibürgermeisterhetze« eine Radiostation und den TV-Sender »Station 8« zerstörten. Wie Remberto Alejandro vom »Komitee zur Verteidigung Yapacanís« damals erklärte, blockiere die Opposition »alle Regierungsversuche des Bürgermeisters«. Dennoch wurde Carvajal vom Amt suspendiert, wenig später jedoch von einem Gericht in allen Punkten rehabilitiert. Als daraufhin Hunderte gegen die geplante Wiedereinsetzung des Bürgermeisters auf die Straße gegangen waren und Polizeistation und Behördenbüros in Flammen aufgingen, floh Carvajal nach Santa Cruz, der Hauptstadt des Departamentos. Nach seiner Verzichtserklärung rief das Nationale Wahlgericht für Yapacaní Neuwahlen aus. Als den rund 600 Polizisten, die zur Beruhigung der Lage angefordert waren, der Rückzug befohlen wurde, wurden diese beim Ausrücken mit Schusswaffen angegriffen, zwei Anwohner starben durch den Gebrauch von Jagdgewehren, mehrere Polizisten wurden zum Teil erheblich verletzt.

## Verkehrsnetz
Yapacaní liegt in einer Entfernung von 127 Straßenkilometern nordwestlich von Santa Cruz, der Hauptstadt des Departamentos.
Yapacaní liegt an der 1657 Kilometer langen Nationalstraße Ruta 4, die von Tambo Quemado an der chilenischen Grenze in West-Ost-Richtung das gesamte Land durchquert und nach Puerto Suárez an der brasilianischen Grenze führt. Sie führt über Cochabamba und Villa Tunari nach Yapacani und weiter über Santa Cruz und Roboré nach Puerto Suárez. Die Straße ist von der chilenischen Grenze bis Pailón komplett asphaltiert, erst im weiteren Verlauf ist sie unbefestigt.

## Bevölkerung
Die Einwohnerzahl der Ortschaft ist in den vergangenen beiden Jahrzehnten auf mehr als das Dreifache angestiegen:
| Jahr | Einwohner | Quelle       |
| ---- | --------- | ------------ |
| 1992 | 8 585     | Volkszählung |
| 2001 | 14 589    | Volkszählung |
| 2012 | 30 952    | Volkszählung |
| 2024 |           | Volkszählung |

Aufgrund der Zuwanderung weist die Region einen hohen Anteil an Quechua-Bevölkerung auf, im Municipio Yapacaní sprechen 50,4 Prozent der Bevölkerung Quechua.